# Julie Freundt
Julie Anna López Freundt (Lima, 24 de diciembre de 1965), conocida como Julie Freundt, es una cantante, compositora y productora musical peruana.

## Trayectoria
Se inició en la música a los 8 años. Con la carrera de arquitectura terminada, que se desempeñó como trovadora, en 1987 se inició oficialmente cuando fue contratada en el Hotel Sheraton de Lima.
En 1990 se lanza su primer disco de temas propios Algo de mí. Posteriormente produjo Déjame que te cante Chabuca, que consta de musicales en homenaje a la cantautora Chabuca Granda. De ello se realizó por seis meses su revista musical Soy del Perú. Se destacó por llevar ritmos de la música afroperuana e incluir en algunos discos fusión con estilos pop. Realizó giras en países sudamericanos, lo que llevó años después como representante en el Expo Sevilla 92 a lado de Caitro Soto.
Posteriormente lanzó álbumes como el tematizado en el vals-festejo Julie del Perú (1993) y en el enfatizado en ritmos negros Sarambé (1994). En el año 2000 fundó la escuela musical Acordes que posteriormente es su casa discográfica. En 2007, se asoció con los canales América y ATV para la promoción de talentos.
En 2002 colaboró con el humorista Hugo Salazar en su espectáculo Juntos. En 2004 lanza su álbum pop que obtuvo su disco de oro, Para encontrarte, con 5 mil copias vendidas al año siguiente.
En 2005 volvió a lanzar otro llamado Saca las manos, en que fue una de las invitadas de los Rolling Stones para difundir la música peruana. A la vez, lanza «Yo que te quiero» su primer sencillo con hip hop latino en entrar las listas musicales peruanas.
En 2006 compuso la canción «A San Isidro», mientras postuló como regidora distrital por la alianza política Unidad Nacional.
En 2008 anunció el disco Róbame un beso, con algunas canciones escritas por Lupe Eslava. El material fue presentado en la Feria Internacional de la Música.
En 2009 asumió la dirección de canto en el programa concurso El show de los sueños.
En 2012 se libera El norte tiene lo suyo, con la colaboración de Lucy Avilés, hermana de Óscar Avilés, que obtuvo doble disco de oro. Su disco fue prenominado por la Apdayc para los premios Grammy Latinos.
En 2015 ingresó al Smithsonian Folklife Festival, en Estados Unidos, para interpretar temas de Marinera viva. Volvió a Perú para realizar el evento Arte a paso llano, que introdujo el caballo peruano de paso e invitó a Cecilia Barraza y otras representantes peruanas.
En 2017 participó como directora vocal para el Teatro Municipal de Lima. A su vez, se lanzó el triple disco por los 30 años de trayectoria dividido en Influencias (primeros años en inglés), Trova y Guitarra y voz (acapela) que incluyó colaboraciones internacionales de Piero. Se realizó un concierto en el Gran Teatro Nacional que fue televisado por TV Perú en 2020. Otro concierto, Te amo, Perú, también se realizó en 2017 junto a Cecilia Bracamonte y Bartola.
En 2019, previo a la liberación de su disco fusión Cumbia criolla, participó en la Latina Women’s Leadership Conference, que se realizó en el Capitolio de los Estados Unidos, además de festivales musicales. También recibió el reconocimiento de la Peruvian American National Council, conformado por la comunidad peruana en el país.
En 2021 compuso el sencillo «Quiero un Perú», producido por Asociación de Industrias Creativas y Culturales del Perú y para su interpretación la acompañó Sylvia Falcón.

## Discografía
- Algo de mí (1990)
- Julie del Perú (1993)
- Sarambé (1994)
- Uniendo generaciones (1999)
- Para encontrarte (2004)
- Saca las manos (2005)
- Róbame un beso (2009)[35]
- Quilimarí (2012)
- El norte tiene lo suyo (2013)
- Ligera de equipaje (2015)[36]
- Marinera viva (2015)[37]
- Julie Freund, 30 años (2017)[4]
- Cumbia criolla (2019)[29]

## Premios y nominaciones
| Año  | Premio         | Categoría                            | Trabajo    | Resultado | Ref.   |
| ---- | -------------- | ------------------------------------ | ---------- | --------- | ------ |
| 2007 | Premios Apdayc | Mejor intérprete femenino pop latino | Ella misma | Ganadora  | [ 38 ] |